# Hammam al-Anf
Hammam al-Anf (arab. حماما لأنف, fr. Hammam-Lif) – miasto w Tunezji, położone niecałe 20 kilometrów od centrum stolicy kraju, Tunisu, o populacji 42 518 mieszkańców (stan na 2014 rok).

## Historia
Miasto jest znane ze źródeł termalnych, wykorzystywanych już w czasach antycznych. Hammam al-Anf było także prawdopodobną rezydencją Alego II Beja, czwartego Beja Tunezji.
W 1883 roku francuski kapitan Ernest De Prudhomme odnalazł na terenie swojej posiadłości w Hammam al-Anf ślady synagogi, która istniała na tych terenach pomiędzy III a V wiekiem naszej ery.
Pod koniec XIX wieku miasto, podobnie jak i cała Tunezja, zostało zajęte przez Francję i włączone w skład francuskiego imperium kolonialnego. Podczas II wojny światowej było okupowane przez wojska niemieckie, które kontrolowały Hammam al-Anf w latach 1942–1943. Po wojnie ponownie przeszło pod kontrolę francuską.
W 1956, wraz z uzyskaniem przez Tunezję niepodległości, Hammam al-Anf weszło w skład nowo utworzonego państwa tunezyjskiego.

## Sport
Miasto jest siedzibą klubu piłkarskiego Club Sportif de Hammam-Lif, który zdobył mistrzostwo Tunezji w latach: 1952, 1954, 1955, 1956 oraz Puchar Tunezji w 1946, 1947, 1948, 1949, 1950, 1985 i 2001.

## Miasta partnerskie
- Antony, Francja
- Luxeuil-les-Bains, Francja
- Salsomaggiore Terme, Włochy
- Al-Kunajtira, Maroko